# Ilhota
Ilhota es un municipio brasileño del estado de Santa Catarina. Tiene una población estimada al 2022 de 17 046 habitantes. Pertenece a la Región metropolitana del Valle de Itajaí.

## Historia
Ilhota fue colonizada por belgas en 1841, a diferencia de otras ciudades de la región colonizadas por alemanes, italianos o azorianos. Esta colonización fue liderada por el empresario Charles Van Lede.
El 21 de junio de 1958, Ilhota se emancipo de Itajaí.
La principal actividad económica del municipio es la confección de ropa interior y de playa.